# Zbilje (Słowenia)
Zbilje – wieś w Słowenii, w gminie Medvode. W 2018 roku liczyła 904 mieszkańców.